# Seproksetin
Seproksetin ((S)-norfluoksetin) je selektivni inhibitor serotoninskog preuzimanja (SSRI). On je aktivni metabolit fluoksetina. Seproksetin je istraživan kao antidepresiv, ali je razvoj prekinut.

## Sinteza
Jedan od sintetičkih prustupa je: